# デイビッド・ウースター

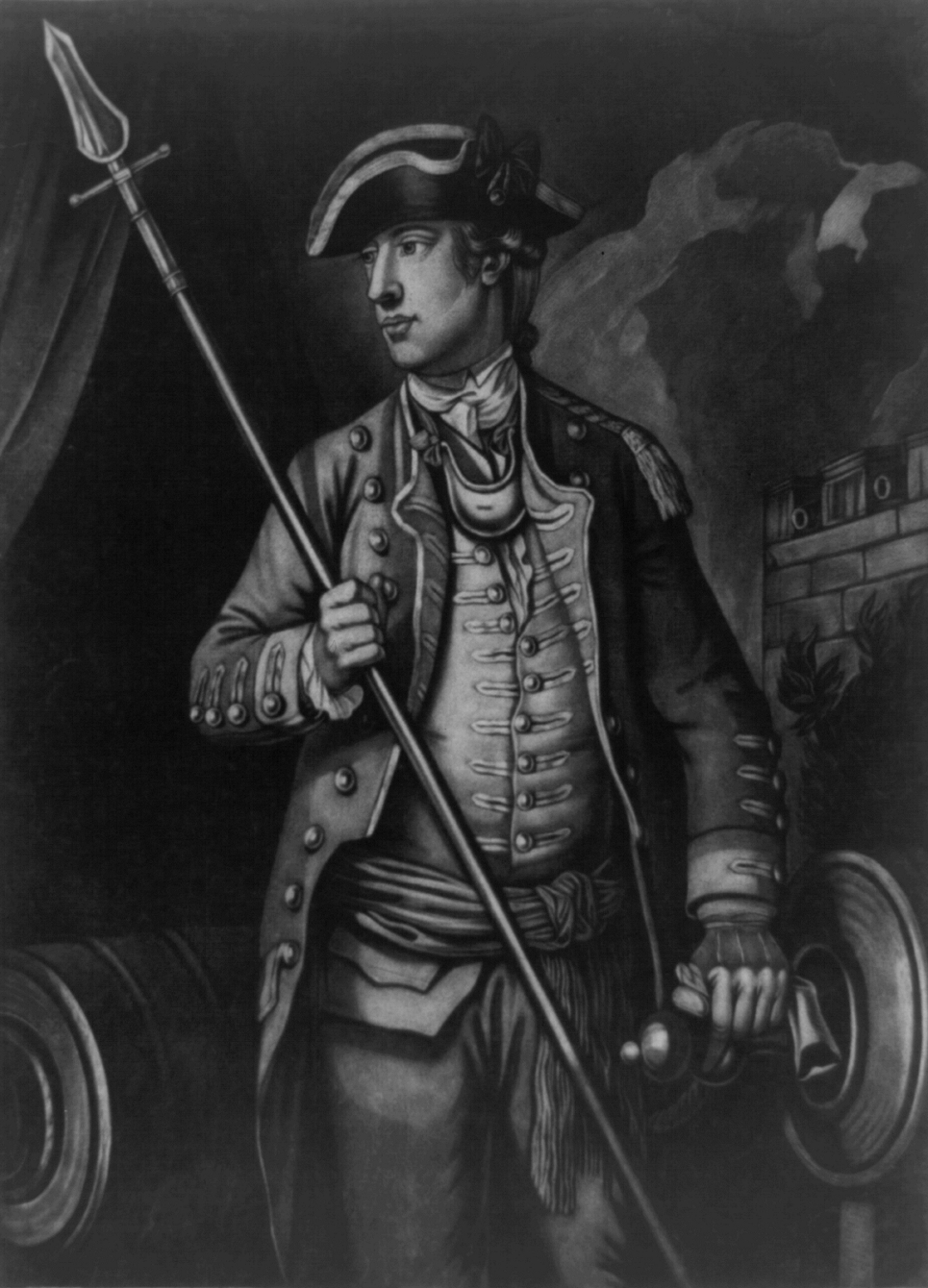
カナダのケベックでイギリス軍と対峙するデイビッド・ウースター

デイビッド・ウースター（英:David Wooster、1710年3月2日 - 1777年5月2日）は、アメリカ独立戦争中の大陸軍の将軍である。ウースターは独立戦争中に戦死したが、英雄としての評価はあまりなされていない。

## 生い立ち
デイビッド・ウースターは、1710年3月2日 にコネチカット植民地のストラットフォードで生まれた。父親のエイブラハム・ウースターはストラットフォードの富裕な植民地領主であった。ウースターの子供の頃のことについて、詳しくは知られていない。歴史家ベン・ダグラスの1875年の著作「ウェイン郡の歴史」の中では、ウースターを「人を引き付けるような外観であり、知的な文化と洗練された教養の面で希な人だった」としている。オハイオ・デイリー・レコードの記者ポール・ロッヒャーは、「デイビッド・ウースターは独立戦争の中で『忘れられた英雄』である」と言っている。デイビッド・ウースターは1738年にイェール大学を卒業した。ウースターは1745年3月6日にニューヘイブンでイェール大学の学長トマス・クラップの長女メアリーと結婚した。

## 軍歴
1739年、ウースターはイギリスとスペインの戦争で沿岸警備隊の中尉となった。1745年にはアーロン・バー大佐が結成したコネチカット連隊の指揮官となった。この連隊はルイブール要塞の攻略に向かった。ルイブールはケープ・ブレトンの島の東海岸にある港町であり、イギリス領北アメリカでは孤立した植民地であった。ウースターはルイブール要塞の守備兵を減らし、降伏に追い込んだ。その占領後にウースターは捕虜交換協定を結ぶよう指示された。協議のための一行はフランスの支配地に赴き、戦時捕虜の交換交渉を行った。ウースターはフランス支配地の土を踏むことを許されなかったので、中立地域の船上で交渉が行われた。協議の終了後、ウースターはイギリスに行き、貴族や王室の社会に受け入れられた。ウースターは直ぐにイギリス王ジョージ2世のお気に入りとなり、生涯給与の半分とともに、ウィリアム・ペパレル卿の連隊における指揮杖を与えられた。
ウースターは、1755年には第3コネチカット連隊で大佐に指名された。後に准将に昇進し、フレンチ・インディアン戦争(1756 - 1763)に従軍した。

## アメリカ独立戦争
ウースターは1775年5月10日のタイコンデロガ砦占領作戦の立案者であった。砦はニューヨーク植民地のシャンプレーン湖の畔にあった。この砦占領の軍功は、イーサン・アレンやベネディクト・アーノルドに帰されることが多い。占領の際には一人の命も失われることは無かった。砦占領に続いて、ウースターはリチャード・モントゴメリー将軍とともに大陸軍を指揮してカナダに向かった。モントゴメリー将軍が戦死するとカナダ方面軍の指揮官となった。

### 戦死
1776年、ウースターはコネチカット民兵の少将に指名された。ウースターはダンベリーの町近くにあった倉庫に保管されている軍需物資の管理監督を任された。イギリス軍のウィリアム・トライアン将軍がその物資を奪おうとしてダンベリー攻撃の作戦を立てた。1777年4月27日、ウースターはリッジフィールドの町近くでトライアン将軍の前進を阻もうとした。ウースターの部隊は700名の新兵ばかりだったので、イギリス軍に抗せず撤退を余儀なくされた（リッジフィールドの戦い）。ウースターはトライアン軍の攻勢で致命傷を負い、ダンベリーのディブル・ハウスに担ぎ込まれ、5日後の5月2日に息を引き取った。ウースターの最後の言葉は次のようなものだった。「私は死にゆく。しかし私の邦が独立できるだろうという強い期待と信念を持って。」

## ウースターの功績を称える
1777年6月17日、大陸会議はウースターの功績を称えるために適当な記念碑を建てることを決議したが、その決議を実行する手段が見つからなかった。ウースターの墓は1854年になってやっと識別され、コネチカット州議会が記念碑として礎石を据えた。国道16号線（ノースセイラム道路）がタコラ・トレイルと交わる所から数ヤード離れた所が、ウースター将軍が1777年のリッジフィールドの戦いで倒れた場所とされた。今日、30フィート (9 m)の高さの記念碑がウースターの最後に眠る場所とされている。ウースターはマウント・モリアのウースター墓地に埋葬され、日付は19世紀半ばのものとなっている。ウースターの記念碑の周りには石と鉄の柵がある。記念碑には様々な軍事的なまたフリーメーソンのシンボルが彫刻され、古代ギリシャの文様もある。記念碑に彫られた碑銘は次のようになっている。
ウースターはその邦について語った「私の人生は若いときから邦のために捧げられた。以前はそうでもなかったけれど、今は私が最も喜んで私の人生を賭け、骨を埋めることのできる邦のために。」
1820年代に、ニューヘイブン市は小さな牧草地を公園に変えてウースター広場と名付けた。今日、その広場の一帯は数本の通りを含めてウースターの名前を冠している。その地域は19世紀遅くから20世紀初めにかけて規模の大きなイタリア人移民社会となり、今日でもかなり多くのイタリア系アメリカ人が住んでいる。
ダンベリーの私立学校とストラットフォードの公立学校がウースター・スクールと名付けられた。またニューヨーク市マンハッタン区のウースター・ストリートや、オハイオ州北東部の小都市ウースターも、彼にちなんで名付けられたものである。